# Calamothespis oxyops
Calamothespis oxyops är en bönsyrseart som beskrevs av Rehn 1927. Calamothespis oxyops ingår i släktet Calamothespis och familjen Toxoderidae. Inga underarter finns listade i Catalogue of Life.